# Czech Hockey Games 2013 (August)
Die Czech Hockey Games 2013 (August) waren seit 1994 die 20. Austragung des in Tschechien stattfindenden Eishockeyturniers. Dieses Turnier ist Teil der Euro Hockey Tour, bei welcher sich die Nationalmannschaften Finnlands, Schwedens, Russlands und Tschechiens messen.
Das Turnier der Euro Hockey Tour 2013/14 fand diesmal vor Saisonbeginn vom 29. August bis 1. September 2013 in der ČEZ Aréna in Pardubice statt. Lediglich ein Spiel wurde in Sankt Petersburg ausgetragen. Etwa 34.355 Zuschauer sahen die sechs Spiele.

## Spiele
| 29. August 2013 16:00 Uhr | Finnland Jori Lehterä (17:09) Pekka Jormakka (25:51) Jori Lehterä (29:18) | 3:1 (1:0, 2:0, 0:1) Spielbericht | Tschechien Zbyněk Irgl (52:29) | ČEZ Aréna, Pardubice Zuschauer: 4.360 |

| 29. August 2013 19:30 Uhr | Russland Jewgeni Kusnezow (47:13) Jegor Awerin (59:11) | 2:0 (0:0, 0:0, 2:0) Spielbericht | Schweden | Eispalast, Sankt Petersburg Zuschauer: 12.000 |

| 31. August 2013 13:00 Uhr | Russland | 0:2 (0:1, 0:1, 0:0) Spielbericht | Finnland Sakari Salminen (7:17) Pekka Jormakka (29:04) | ČEZ Aréna, Pardubice Zuschauer: 2.405 |

| 31. August 2013 17:00 Uhr | Tschechien | 0:3 (0:2, 0:0, 0:1) Spielbericht | Schweden Per Åslund (10:37, 16:26) Niklas Persson (58:17) | ČEZ Aréna, Pardubice Zuschauer: 4.518 |

| 1. September 2013 13:00 Uhr | Schweden | 0:5 (0:1, 0:3, 0:1) Spielbericht | Finnland Leo Komarov (10:31) Oskar Osala (21:39) Sakari Salminen (33:31) Pekka Jormakka (37:15) Oskar Osala (58:58) | ČEZ Aréna, Pardubice Zuschauer: 3.757 |

| 1. September 2013 18:00 Uhr | Tschechien Roman Červenka (23:35) Jakub Petružálek (53:15) | 2:1 (0:0, 1:1, 1:0) Spielbericht | Russland Jegor Awerin (39:45) | ČEZ Aréna, Pardubice Zuschauer: 7.315 |

## Tabelle
| Pl. |            | Sp | S | S (OT/SO) | N (OT/SO) | N | Tore | Punkte |
| 1.  | Finnland   | 3  | 3 | 0         | 0         | 0 | 10:1 | 9      |
| 2.  | Russland   | 3  | 1 | 0         | 0         | 2 | 3:4  | 3      |
| 3.  | Schweden   | 3  | 1 | 0         | 0         | 2 | 3:7  | 3      |
| 4.  | Tschechien | 3  | 0 | 1         | 1         | 1 | 3:7  | 3      |